# 10月26日
10月26日是阳历一年中的第299天（闰年第300天），离全年的结束还有66天。

## 大事记

### 16世紀以前
- 1341年：拜占庭軍隊宣佈首席大臣約翰六世為皇帝，引發了他的支持者與王位繼承人約翰五世的支持者之間的內戰。

### 16世紀
- 1520年：由於通過向選帝侯行賄及得到德意志銀行業世家福格家族的資金支持，以致查理五世能打敗法王弗朗索瓦一世的競爭，當選為神聖羅馬帝國皇帝。
- 1525年：西班牙承认法国对米兰的占领。
- 1597年：在万历朝鲜之役中，朝鲜名将李舜臣以12艘板屋船击退豐臣政權大名藤堂高虎率領之日舰130余艘，是为鸣梁海战。

### 18世紀
- 1776年：本杰明·富兰克林出使法国，谋求法国支持美国独立运动。
- 1795年：法国大革命：根據新憲法而解散的國民公會由新的立法機構選舉出以保羅·巴拉斯、艾蒂安-弗朗索瓦·勒圖爾納、路易·瑪麗·德·拉·拉勒維里、讓·弗朗索瓦·勒貝爾和拉扎雷·卡爾諾五人構成的督政府所取代。

### 19世紀
- 1825年：美國紐約州用以連接哈德遜河與伊利湖之伊利运河落成，成功連接五大湖與大西洋水域。
- 1860年：意大利統一：朱塞佩·加里波底與維托里奧·埃馬努埃萊二世在泰亞諾會師，並稱呼後者為義大利國王；加里波底同意将其征服的两西西里王国交给薩丁尼亞王國君主埃马努埃莱二世。
- 1863年：英格蘭足球總會在英国伦敦成立，成为世界上最早成立的足球總會。
- 1864年：中国清朝政府放开矿业垄断，允许民营资本在云南开采铜。
- 1892年：艾達·貝爾·韋爾斯開始發表她對美國私刑的研究，並因此在2020年被追授普立茲獎。
- 1895年：乙未广州起义失败，陸皓東被捕。
- 1897年：清朝維新派嚴復、王修植、夏曾佑、杭辛齋等人创办国闻报。

### 20世紀

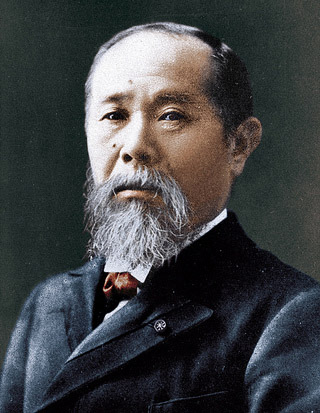
日本首任内阁总理大臣伊藤博文在哈爾濱火車站被朝鮮人安重根暗殺身亡

- 1905年：瑞典-挪威聯合王國解散，挪威独立獨立成為君主國，並選丹麥王子為國王“哈康七世”。
- 1909年：日本首任内阁总理大臣伊藤博文在哈爾濱火車站被朝鮮人安重根暗殺身亡，並在日比谷公園舉行國葬。此後主張立刻日韓合併的一派成為日本對韓政策的主導者。
- 1912年：第一次巴尔干战争：希腊占领塞萨洛尼基，塞尔维亚占领斯科普里。
- 1912年：北京大学医学部的前身，国立北京医学专门学校成立。
- 1918年：一战：埃里希·鲁登道夫因为拒不服从议和命令，被德国皇帝威廉二世解除所有职务。
- 1926年：桑地诺率领尼加拉瓜矿工起义，成立反美游击队。
- 1930年：巴西发生军事政变，熱圖利奧·瓦加斯夺取巴西政权。
- 1933年：红军与十九路军签订反日反蒋初步协定。[1]
- 1937年：由谢晋元领导的中国国民革命军进驻四行仓库，与发动攻势的日本陆军展开长期对峙。
- 1942年：大日本帝國海軍在聖克魯斯群島戰役中擊敗美國海軍，然而自身實力亦因此嚴重消耗。
- 1944年：第二次世界大战：美国海军在菲律宾莱特岛附近海面上爆发的莱特湾海战中经过六天的战斗终于击败大日本帝国海军。
- 1945年：中华民国国民政府勒令11种报刊停刊。
- 1947年：克什米尔土邦君主决定加入印度。
- 1948年：辽沈战役，中国人民解放军将廖耀湘所率的国民革命军包围在辽宁西部区域。
- 1951年：丘吉尔77岁再度执政。
- 1954年：倫敦備忘錄簽訂，第里雅斯特自由區解散,英美軍隊占領的A區(今第里雅斯特)由義大利統治和南斯拉夫軍隊占領的B區(今科佩爾)由南斯拉夫統治。
- 1955年：越南首相吳廷琰宣布依照具爭議性的公民投票結果，越南國正式更名成為越南共和國，並由吳廷琰出任第一任總統。
- 1955年：盟军结束对奥地利的占领，奥地利宣布成为永久中立国。
- 1956年：匈牙利革命中，匈牙利国家保安局于莫雄马扎尔古堡和埃斯泰尔戈姆城内屠杀平民。
- 1957年：「反黨集團」事件中蘇聯元帥朱可夫為支持赫魯雪夫，因而動用軍隊力挺後者，然赫魯雪夫以在軍隊裡培植對自己(朱可夫)的崇拜等理由將於南斯拉夫拜訪鐵托行程中的朱可夫清除出苏联中央领导层。
- 1958年：朝鲜战争：中国人民志愿军全部撤离朝鲜。
- 1962年：古巴导弹危机：赫鲁晓夫要求美国从土耳其撤出导弹，以换取苏联从古巴撤出导弹，遭到美国拒绝。
- 1971年：英國安妮公主訪問香港。
- 1972年：美国總統國家安全事務助理亨利·基辛格秘访越南，谋求结束越南战争。
- 1975年：埃及前总统萨达特访问美国，这是埃及元首首次访问美国。
- 1979年：大韓民國總統朴正熙被中央情報部長官金載圭枪杀身亡。
- 1981年：香港實施二級制水。
- 1986年：首届世界残疾人乒乓球锦标赛在法国举行。
- 1987年：香港恆生指數單日下跌33.3%，是有史以來全球最大單日跌幅。
- 1992年：中华人民共和国国务院证券委员会成立。
- 1992年：加拿大魁北克省独立问题再次引起关注。
- 1994年：约旦和以色列签订和约。
- 1995年：北京首都国际机场航站区扩建工程动工。
- 1996年：美宣布亚特兰大奥运会爆炸案嫌疑犯无罪。
- 1998年：飓风米奇造成无家可归人数最多的一次飓风。
- 1999年：英国上议院通过法案，取消世袭贵族的投票权。

### 21世紀
- 2001年：時任美国总统小布什签署美国爱国者法案。
- 2002年：莫斯科人质危机结束，50名车臣武装分子和150名人质在俄罗斯特种部队的营救行动中死亡。
- 2004年：Rockstar Games在北美發行了《俠盜獵車手：聖安地列斯》，這款遊戲被認為是有史以來最棒的電子遊戲之一。
- 2011年：美國波音公司研發的波音787客機，首次投入商業飛行。
- 2012年：中国宁波市镇海区市民游行示威反对中石化PX项目。
- 2017年：泰国国王拉玛九世的世纪葬礼于曼谷皇家田广场举行。
- 2019年：恐怖組織伊斯蘭國頭目阿布·貝克爾·巴格達迪在美軍於敘利亞伊德利卜的空襲行動中自殺身亡。

## 出生
- 1427年：西吉斯蒙德，奥地利大公（1490年逝世）
- 1491年：明武宗朱厚照，明朝第十任皇帝（1521年逝世）
- 1685年：多梅尼科·斯卡拉蒂，意大利作曲家（1757年逝世）
- 1759年：乔治·雅克·丹敦，法國大革命初期公共安全委員会主席（1794年逝世）
- 1800年：赫爾穆特·馮·毛奇，德國軍事家（1891年逝世）
- 1825年：岩倉具視，日本政治人物（1883年逝世）
- 1849年：費迪南德·格奧爾格·弗羅貝尼烏斯，德國數學家（1917年逝世）
- 1855年：小村壽太郎，日本外交官（1911年逝世）
- 1865年：班傑明·古根海姆，美國商人，鐵達尼號罹難者（1912年逝世）
- 1873年：索瓦爾德·斯陶寧，丹麥政治人物，前任丹麥首相（1942年逝世）
- 1883年：拿破崙·希爾，美國作家（1970年逝世）
- 1889年：李四光，中国地质学家（1971年逝世）
- 1902年：亨麗埃塔·希爾·斯沃普，美國天文學家（1980年逝世）
- 1912年：唐·席格，美國導演、製片人（1991年逝世）
- 1913年：織田作之助，日本小說家（1947年逝世）
- 1915年：卢嘉锡，中国化学家（2001年逝世）
- 1916年：张恩虬，中国科学院院士（1990年逝世）
- 1916年：弗朗索瓦·密特朗，法國政治家，第21任法國總統（1996年逝世）
- 1919年：穆罕默德·礼萨·巴列维，伊朗國王（1980年逝世）
- 1925年：江兆申，著名書畫、篆刻家，中國書畫研究學者，曾任臺北國立故宮博物院副院長兼書畫處處長（1996年逝世）
- 1929年：張永祥，臺灣編劇、導演（2021年逝世）
- 1930年：瓦爾特·法伊特，美國數學家（2014年逝世）
- 1930年：孫越，台灣男演員（2018年逝世）
- 1930年：朱森元，中國液體火箭發動機專家（2025年逝世）
- 1936年：凯内兹·赫卡·依特伞，匈牙利作家、歌手
- 1942年：鲍勃·霍斯金斯，英國演員（2014年逝世）
- 1944年：楊麗花，臺灣女演員
- 1946年：布魯諾·魯貝奧，義大利美術指導（2011年逝世）
- 1947年：米里亞姆·諾爾，以色列法學家（2022年逝世）
- 1947年：北方謙三，日本小說家
- 1947年：希拉里·克林顿，前美國第一夫人，國務卿
- 1950年：龍隆，臺灣演員
- 1952年：阿巴斯·穆薩維，黎巴嫩真主黨總書記（1992年逝世）
- 1952年：拉尔斯·彼得·汉森，芝加哥大學的大衛·洛克菲勒傑出服務經濟學教授
- 1954年：朱咪咪，馬來西亞女演員
- 1955年：汪禹，香港演員
- 1956年：敖幼祥，台灣漫畫家，代表作《烏龍院》
- 1956年：丽塔·威尔逊，美國演員
- 1957年：王偉忠，台灣藝人
- 1959年：梁丹妮，中国演员
- 1959年：埃沃·莫拉莱斯，玻利维亞政治人物，第65任玻利維亞總統
- 1961年：迪伦·麦狄蒙，美國男演員
- 1962年：卡利·艾域士，英國男演員
- 1962年：蔡美兒，美國華裔律師、作家
- 1965年：郭富城，香港男演員、歌手
- 1965年：王全安，中国电影导演、编剧
- 1966年：姜皓文，香港男演員
- 1966年：周永勤，香港政治人物
- 1967年：甘丹·梅亞蘇，法國哲學家
- 1967年：凯斯·艾爾本，新西蘭裔歌手
- 1968年：李丞責，香港堪輿學家
- 1968年：李婷，中国女演员
- 1968年：井森美幸，日本女藝人、歌手
- 1969年：萨里娜·维格曼，荷蘭職業足球運動員、教練
- 1971年：郁芳，台灣女演員
- 1971年：黃天佑，台灣男性配音員
- 1971年：馬浚偉，香港男演員
- 1971年：姜昕，中国歌手
- 1971年：藤本千秋，日本女歌手、聲優
- 1972年：魯柏·華爾特，美國編劇、電影導演
- 1973年：塞思·麦克法蘭，美國演員
- 1975年：徐箭，中国男演员
- 1975年：小西寬子，日本女性配音員
- 1976年：陳彥行，香港女演員
- 1977年：吳娜拉，韓國女演員
- 1977年：薩拉·斯托里，英國女子游泳暨自由車運動員
- 1978年：CM Punk，美國職業摔角手
- 1978年：潔克·薛佛，美國電影導演、編劇、製片人
- 1979年：長瀨愛，日本AV女優
- 1979年：余靖，美國陸軍特種部隊軍官、作家
- 1980年：捷禾，羅馬尼亞足球運動員
- 1980年：尼克·科里森，美國職業籃球運動員
- 1981年：周思齊，台灣職業棒球運動員
- 1984年：戚薇，中國女演員
- 1984年：楊淇，香港女演員
- 1985年：楊淑君，台灣跆拳道國手
- 1985年：蘇盈之，馬來西亞女演員、主持人
- 1985年：蒙塔·艾利斯，美國職業籃球運動員
- 1991年：洪嘉豪，香港男歌手
- 1991年：渡部秀，日本男演員
- 1991年：飯田里穗，日本女歌手、聲優
- 1991年：埃文·格什科維奇，美國記者
- 1992年：歐陽巧瑩，香港女演員
- 1992年：大町知廣，日本男性聲優
- 1995年：中本悠太，韓國男子偶像團體NCT成員
- 1995年：塞莉絲特·帕加，荷蘭女子排球運動員
- 1997年：林真豪，臺灣女子柔道運動員
- 1997年：福地桃子，日本女演員
- 1997年：素尼達·革通，泰國女子羽球運動員
- 1997年：蘭斯·菲利斯，美國男演員
- 2001年：上野愛咲美，日本圍棋棋手
- 2002年：李垠尚，韓國男歌手
- 2002年：朴昭垠，韓國女子偶像團體Weeekly成員
- 生年不詳：中村環奈，日本女性聲優

## 逝世
- 899年：阿佛列大帝，英格蘭盎格魯-撒克遜時期國王（849年出生）
- 930年：李琪，五代十国时期后梁宰相（871年出生）
- 1440年：吉尔·德·雷，法国元帅（1404年出生）
- 1717年：凯萨琳·赛德礼，英国女伯爵（1657年出生）
- 1764年：威廉·贺加斯，英國諷刺畫家和歐洲連環漫畫先驅（1697年出生）
- 1817年：尼古劳斯·约瑟夫·冯·雅坎，荷兰植物学家及化学家（1727年出生）
- 1840年：尼古拉斯·艾爾沃德·維格，愛爾蘭動物學家、政治人物（1785年出生）
- 1871年：罗伯特·安德森，美国南北战争时期北方陆军少将（1805年出生）
- 1881年：揖斐章，日本幕臣、陸軍少將（1844年出生）
- 1890年：卡洛·科洛迪，意大利作家，《木偶奇遇记》作者（1826年出生）
- 1902年：伊麗莎白·凱迪·斯坦頓，美國作家和行動主義者，19世紀美國女權運動領袖（1815年出生）
- 1909年：伊藤博文，日本第1、5、7、10任内阁总理大臣，在哈爾濱火车站被朝鮮志士安重根刺杀身亡（1841年出生）
- 1919年：明石元二郎，日本陸軍大將，第7任臺灣總督（1864年出生）
- 1932年：瑪格麗特·布朗，美國社交名媛、慈善家、活動家，鐵達尼號生還者（1867年出生）
- 1935年：山下義韶，日本柔道家（1865年出生）
- 1937年：劉粹剛，中華民國空軍王牌飛行員，中國抗日戰爭烈士（1913年出生）
- 1945年：伯希和，法国汉学家、探险家（1878年出生）
- 1953年：黎民偉，香港電影之父（1893年出生）
- 1962年：明思德，美國牧師、傳教士、學術主管（1884年出生）
- 1968年：謝爾蓋·納塔諾維奇·伯恩施坦，俄羅斯數學家（1880年出生）
- 1972年：伊戈尔·伊万诺维奇·西科尔斯基，俄罗斯裔设计师，直升机发明者（1889年出生）
- 1973年：谢苗·米哈伊洛维奇·布琼尼，苏联元帅（1883年出生）
- 1977年：蒋彝，中国画家、作家、诗人，被誉为“中国文化的国际使者”（1903年出生）
- 1979年：朴正熙，韓國第5至第9任總統，在漢城鍾路區宮井洞被中央情报部长官金载圭刺杀身亡（1917年出生）
- 1980年：馬爾塞洛·卡埃塔諾，葡萄牙政治人物，前任葡萄牙總理（1906年出生）
- 1983年：阿尔弗雷德·塔斯基，波蘭裔美國邏輯學家、數學家（1901年出生）
- 1998年：岩澤健吉，日本數學家（1917年出生）
- 2001年：索拉雅·伊凡迪亞利-巴克提亞利，前伊朗皇后（1932年出生）
- 2005年：荣毅仁，中國著名工商業家，前中华人民共和国副主席（1916年出生）
- 2007年：阿瑟·科恩伯格，美國生物化學家，1959年諾貝爾生理學或醫學獎得主（1918年出生）
- 2009年：唐德剛，華裔美國歷史學家（1920年出生）
- 2019年：潘汉典，中国大陆法学家（1920年出生）
- 2021年：盧泰愚，韓國第13任總統（1932年出生）
- 2021年：沃爾特·史密斯，英國前足球運動員（1948年出生）
- 2023年：莫梓江，中國男演員（1939年出生）
- 2024年：飯塚幸三，日本工程師（1931年出生）
- 2024年：王亭之，香港佛學家、專欄作家（1935年出生）

## 节假日和习俗
- 塞薩洛尼基的德米特里慶節
- 奥地利：国庆日
- ：军人节
- 瑙鲁：归乡节（英语：Angam Day）
- 突尼西亞：工程師節